# ダイドードリンコ

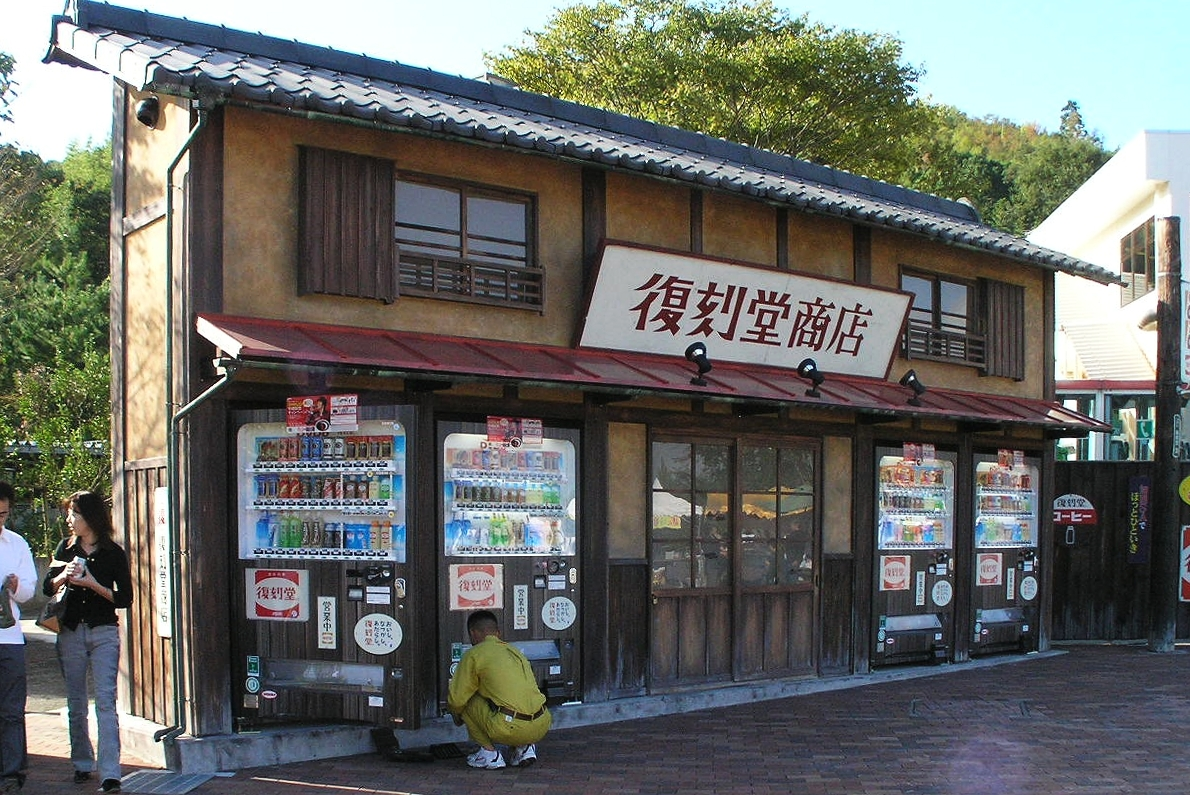
加西サービスエリアの自動販売機 復刻堂商店

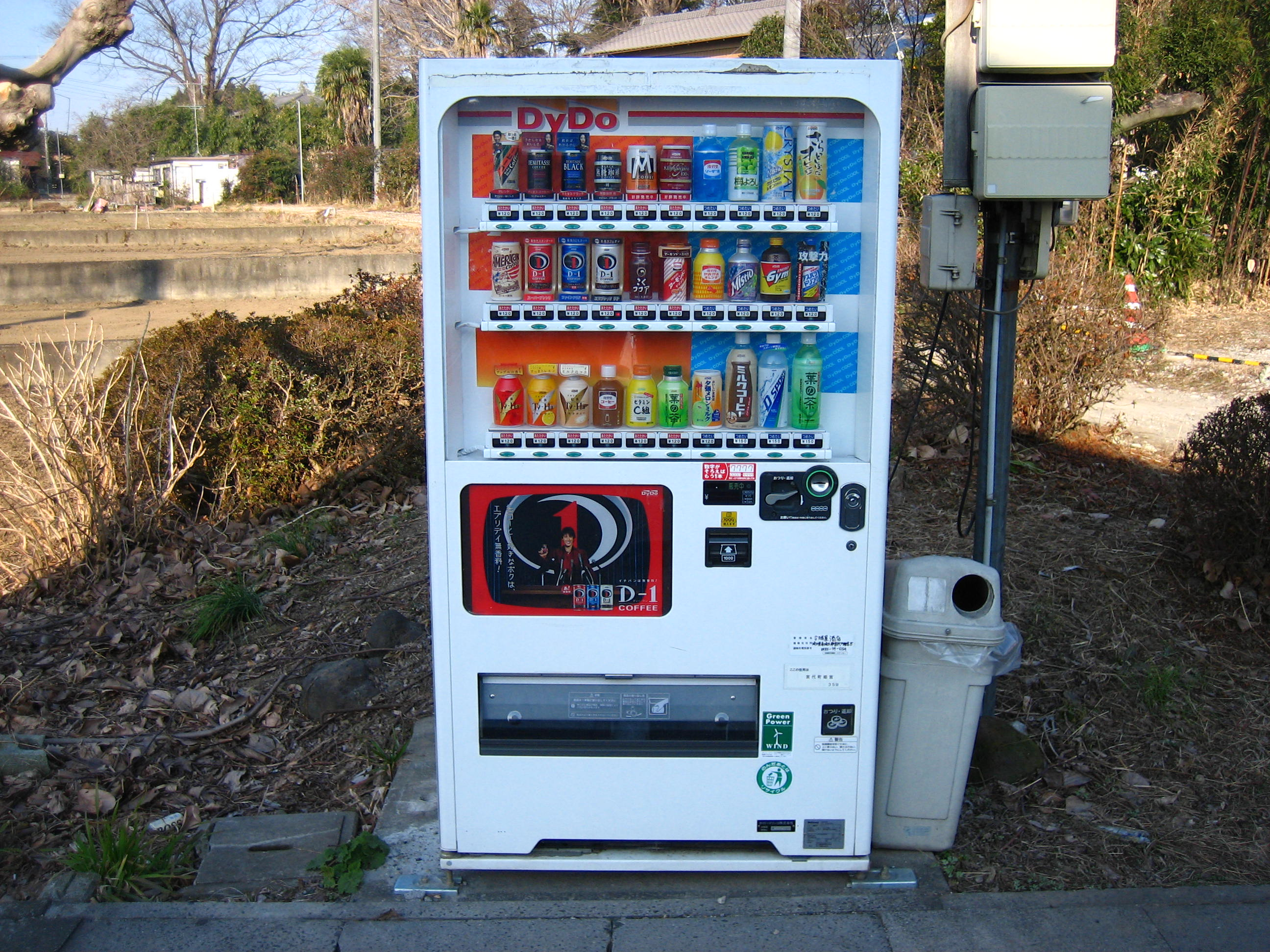
ダイドーの自動販売機（旧タイプ）

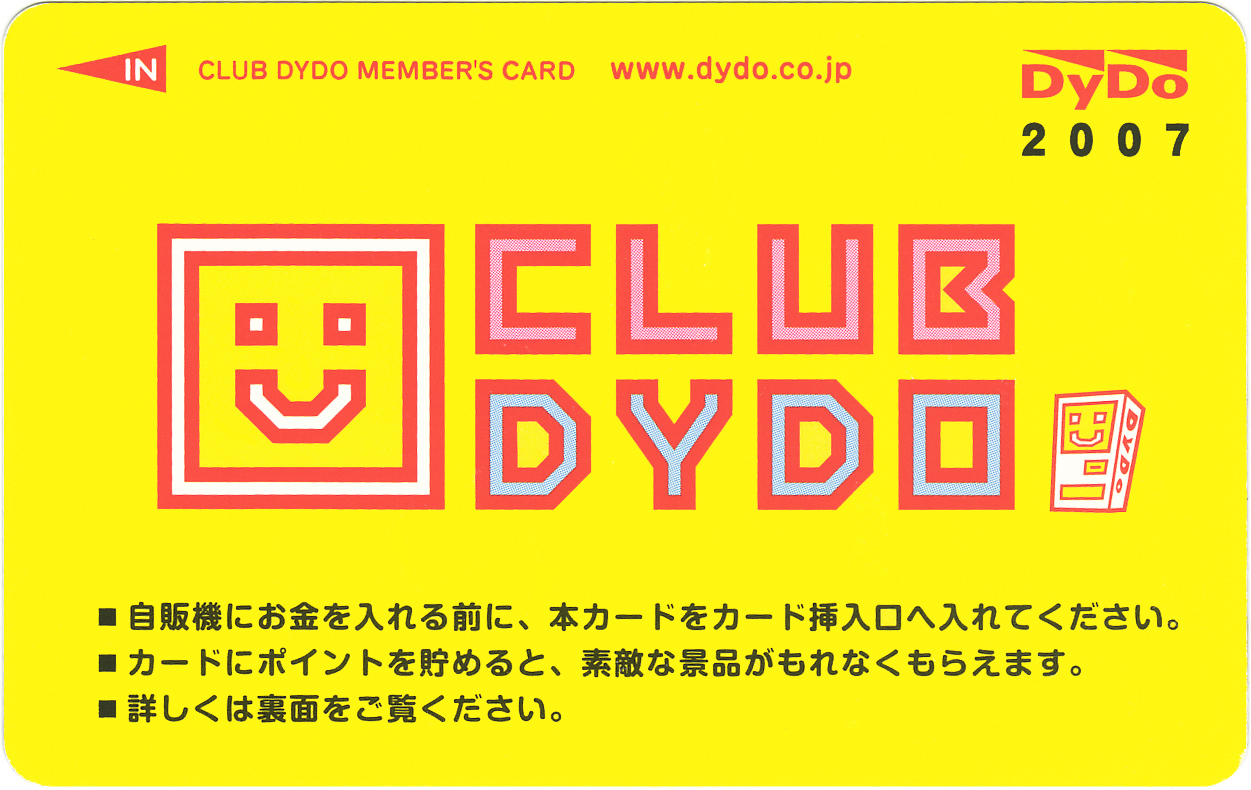
ダイドーの自動販売機用のポイントカード

ダイドードリンコ株式会社（英: Dydo Drinco, Incorporated） は、日本の清涼飲料水メーカー。ブランドメッセージは、「こころとからだに、おいしいものを。」（2014年3月から）。それ以前は、「Drink,Message」が長く使われてきた。ダイドーグループホールディングス（持株会社）の子会社である。

## 概要
1975年（昭和50年）、当時は奈良県御所市に本社があった大同薬品工業から清涼飲料・営業部門を切り離して「ダイドー株式会社」として設立。1984年（昭和59年）に現在の社名に変更した。社名は、会社に対する考え方を表している。「ダイドー」は前身の設立母体である大同薬品工業の“大同”をカタカナ表記し、その英文字表記は国際化時代の総合飲料メーカーにふさわしく「ダイナミック（Dynamic）」と「ドゥ（Do）」にちなんで「DyDo」としている。「ドリンコ」は英語の「ドリンク（Drink）」に“仲間・会社”を意味する「カンパニー（Company）」を合わせた造語。会社名全体で「ダイナミックに活動するドリンク仲間」を表現している。なお旧社名時代は「DAIDO」表記であった（2025年（令和7年）現在ではダイドーグループ内では大同薬品工業のみこの綴りを継続している）。
現在は大同薬品工業がダイドーグループホールディングスの連結子会社となっており、主にダイドードリンコおよびグループ外製薬会社向けの医薬品（栄養ドリンク剤）、清涼飲料水などの委託製造を行っている。
自社製品の生産および配送を外部に委託しているファブレス企業であり、主な生産拠点は静岡県焼津市の大井川下流域（委託生産先・株式会社ニッセー）、および静岡市清水区興津（委託生産先・静岡ジェイエイフーズ株式会社 興津工場）に、物流拠点は大井川対岸の吉田インターチェンジ周辺にある。他にも他社と比較して自動販売機による売上比率が大きいことで知られ、9割にも達する。一部の自動販売機には独自のポイントカード機能や、関西弁などで利用者に語りかけるおしゃべり機能など特徴的な機能を搭載している。これは同社の「感謝の気持ちの表れ」で商品購入時、客に楽しんでほしいとの想いから、継続してその環境を提供している。
近年では世界進出も積極的であり、2015年9月には高級チョコレート・ゴディバで有名なトルコの大手食品メーカー・ユルドゥズの子会社3社（ゴディバとは無関係の会社）の株式をそれぞれ90％ずつ取得して子会社化している。
2016年1月15日、キリンビバレッジ（キリンホールディングスの機能子会社）と自動販売機事業で業務提携を結び、同年4月から、ダイドー側の自動販売機で「キリン 午後の紅茶シリーズ」、キリン側の自動販売機で「ダイドーブレンドシリーズ」の相互販売を開始した。また2018年3月、アサヒ飲料（アサヒグループホールディングスの連結子会社）が販売する「三ツ矢サイダー」と「カルピスウォーター」をダイドーの自動販売機でも販売するようになった。
2017年1月21日に、ダイドードリンコ株式会社（旧法人）をダイドーグループホールディングス株式会社、ダイドードリンコ分割準備株式会社をダイドードリンコ株式会社（新法人）に商号変更するとともに、吸収分割により飲料事業を新法人に移管した。
なお、2017年現在における国内清涼飲料水メーカーの規模としてはコカ・コーラボトラーズジャパン、サントリー食品インターナショナル（サントリーフーズ）、アサヒ飲料（同社の機能子会社のカルピス株式会社を含む）、キリンビバレッジ、伊藤園に次いで業界6位である。
2020年9月29日、自動販売機で衛生用品を販売すると発表。最初に販売を開始するのは、不織布マスク（2枚入り）と除菌ウェットティッシュ（10枚入り）の2種。どちらもビン入りで、価格は200円（税込）。全国で順次約3000台展開予定としている。

## 主な現行商品
☆印は店頭（コンビニエンスストアや量販店など）での発売

### コーヒー
- ダイドーブレンドシリーズ - 元々は、2000年代において同社飲料商品売上の5割強を占める主力商品[5] である「ダイドーブレンドコーヒー」として発売されていたが、2012年9月の全面リニューアルで「ダイドーブレンド」としてブランド化された。その後、2013年8月には「デミタスコーヒー」を「ダイドーブレンド デミタス」に改名・リニューアルしたのを皮切りに、翌月には、「Mコーヒー（1978年発売）」と「キリマンジャロブレンド」を、2014年9月には「アメリカンコーヒー（1979年発売）」をリニューアルに伴って順次「ダイドーブレンド」のシリーズ品に組み込んだことで、同社の缶コーヒーは「ダイドーブレンド」に集約された。ラインナップはダイドーブレンドコーヒーを参照。
- 復刻堂
  - ミルクコーヒー - 2022年3月発売。

### 茶系飲料
- 葉の茶シリーズ
- おいしい麦茶
- 大人のカロリミットシリーズ【機能性表示食品】☆ - ファンケルとの共同開発による茶系飲料シリーズ。
- 肌美精監修☆ - 2023年9月発売。クラシエ（旧:クラシエホームプロダクツ）の基礎化粧品ブランドである「肌美精」のデザイン監修を受けた茶系飲料シリーズ。
- 贅沢香茶シリーズ - 2013年6月に立ち上げた茶系飲料ブランド
  - ヒーリングタイム ジャスミンティー☆ - 2019年3月発売。当初は500mlのみだったが、同年9月に関東エリア限定で温冷兼用仕様の280mlを追加発売。2021年3月に500mlのボトル形状を円筒形に変更し、ラベルを半減した新デザインに変更してリニューアルされた。
  - アイスティー - 2022年2月に「リフレッシュタイム アイスティー 微糖」をリニューアル。「葉の茶」と同じ形状の「リーフボトル」に変更し、内容量が525mlに増量された。
  - リフレッシュタイム アイスティー 微糖 - 2019年3月発売。ストレートティー（紅茶飲料）。「ヒーリングタイム ジャスミンティー」同様に2021年3月に円筒形に変更し、ラベルを半減した新デザインに変更してリニューアルされた。
  - 烏龍茶 - 2020年3月発売。「ヒーリングタイム ジャスミンティー」・「リフレッシュタイム アイスティー 微糖」同様に2021年3月に円筒形に変更し、ラベルを半減した新デザインに変更してリニューアルされた。
  - ピエールエルメ×贅沢紅茶 - ピエール・エルメとの共同開発による紅茶飲料。2021年6月に「レモンティー」、同年9月に「ピーチミックスティー」が順次発売された。
  - りんご紅茶 -沖縄限定販売。現地の沖縄ボトラーズ株式会社で製造

### 水・スポーツドリンク類
- miu（ミウ）シリーズ

### 果実・野菜飲料
- 和果ごこちシリーズ - 2014年2月に「柚子ごこち」の後継ブランドとして立ち上げた果汁飲料（後述する果汁入り炭酸飲料を含む）のブランド。
  - ゆずれもん☆ - 発売当初は自動販売機向けの280mlペットボトルも設定されていたが、2015年3月時のリニューアルで廃止された。
- とろけるピーチネクター - 2016年2月発売。発売当初は280g缶だったが、2019年2月に内容量を270gに減容し、リキャップ可能なボトル缶へリニューアル。リニューアル当初は細口だったが、後に広口仕様に変更されている。
- 梅よろし - 2010年2月発売。当時は350mlボトルであったが2019年3月に280mlに減容し、リニューアルされた。取り扱っている自動販売機は少ない一方、店頭でも発売されている。
- さらっとしぼったオレンジ☆ - 2018年に販売を終了していたが、2019年3月に内容量を500mlから375gへ減容し、ロング缶からボトル缶に変更してリニューアルする形で再発売された。一部のコンビニエンスストアで先行発売された後、自動販売機やコンビニエンスストア以外の店頭でも発売されている。
- ぷるシャリシリーズ☆ - 2016年4月発売
- メロンシェイク - 地域限定発売
- さらっと。トマト - 2018年5月発売。
- おいしいトマト
- ポケットジューサースタンド - 2021年9月発売。小型ペットボトル入り。
- はちみつれもん - 1989年から1992年に発売され、一度終売されていたが、「思い出商品総選挙」という社内企画で第1位に選ばれ、2023年2月に復刻発売された[8]。

### 炭酸飲料
- FRISK スパークリング - 2024年5月発売。「FRISK」ブランドとの世界初のコラボレーション飲料。
- ぷるっシュ!!シリーズ（缶） - 2018年2月発売
- 復刻堂シリーズ
  - コーラ　- 2023年2月発売。
  - レモンスカッシュ　- 2024年3月発売。
- エナジージムシリーズ
  - エナジージム - 2024年2月発売。250ml缶仕様
  - ストロング - 2019年3月発売。250ml缶仕様
- ミスティオシリーズ
  - クリスタルレモンスパークリング
  - 丸搾りグレープスパークリング
  - ジンジャーエール
- 和ノチカラシリーズ
  - 有機レモン使用炭酸水
  - 旬搾りゆず炭酸水
- ラブジアース炭酸水
- 冷やしパインソーダ
- シークヮーサーソーダ - 沖縄限定発売。冬以外のシーズンに販売。現地の沖縄ボトラーズ株式会社で製造。

### その他
- さつまいもミルク - 2023年9月発売
- 濃厚デリシリーズ - 2018年9月に発売された缶入りスープブランド
  - コクとろコーンポタージュ
- 金のおしるこ
- かに鍋スープ雑炊仕立て
- 博多水炊きスープ雑炊仕立て
- 鯛茶漬け風スープ
- 復刻堂シリーズ
  - いちごオ・レ - 2021年3月発売
  - フルーツオ・レ - 2023年2月発売
  - ココア - 2023年9月発売
  - バナナオ・レ - 2024年3月発売
- ヨービック
- 栄養ドリンク（ダイドー自販機向け商品）
  - エスカップ・V【指定医薬部外品】（製造販売元：久光製薬。以前は奈良県にある大同薬品工業で製造されていたが同ブランドがエスエス製薬から久光製薬に事業譲渡されたのに伴い変更。主に青森を除く東北・関東甲信越の自販機で販売。）
  - アスパラドリンクDX【指定医薬部外品】（製造販売元：田辺三菱製薬、奈良県にある大同薬品工業で製造、主に愛知以西の西日本で販売）
  - アリナミンゼロ7【指定医薬部外品】（製造販売元：アリナミン製薬、奈良県にある大同薬品工業で製造）

### サプリメント（通販限定）
- DyDoヘルスケアシリーズ - 2012年12月より立ち上げた通信販売限定の健康食品ブランド
  - アラモア - 2020年12月発売。5-ALA（5-アミノレブリン酸リン酸塩）を含有
  - フワサラン - 2021年4月発売。HGP（卵黄ペプチド）とプロテオグリカンを含有
  - 歩く筋肉プロ【機能性表示食品】 - 2021年2月発売。クレアチンモノハイドレートを機能性関与成分として含有
  - ロコモプロ プロテオグリカン配合 - 2013年12月発売
  - ノコギリヤシ 長命草&カボチャ種子エキス配合
  - ナチュラエース イソサミジン配合 - 2013年12月発売
  - マカ 雪蓮花エキス配合
  - 活性型DHA セサミン配合 - 2020年2月発売
  - スマートプロ【機能性表示食品】 - 2019年5月発売。ブラックジンジャー由来ポリメトキシフラボンを機能性関与成分として含有
  - 骨コツプロ【機能性表示食品】 - 2020年1月発売。大豆イソフラボンを機能性関与成分として含有
  - クリアアイ【機能性表示食品】 - 2017年7月発売。ルテインとゼアキサンチンを機能性関与成分として含有。「DyDoヘルスケア」シリーズ初の機能性表示食品となる。
  - オオイタドリ - 2016年6月発売
  - 黒にんにく卵黄 - 2015年6月発売
  - すっきり青汁 - 2014年11月発売

ほか

## 過去の商品

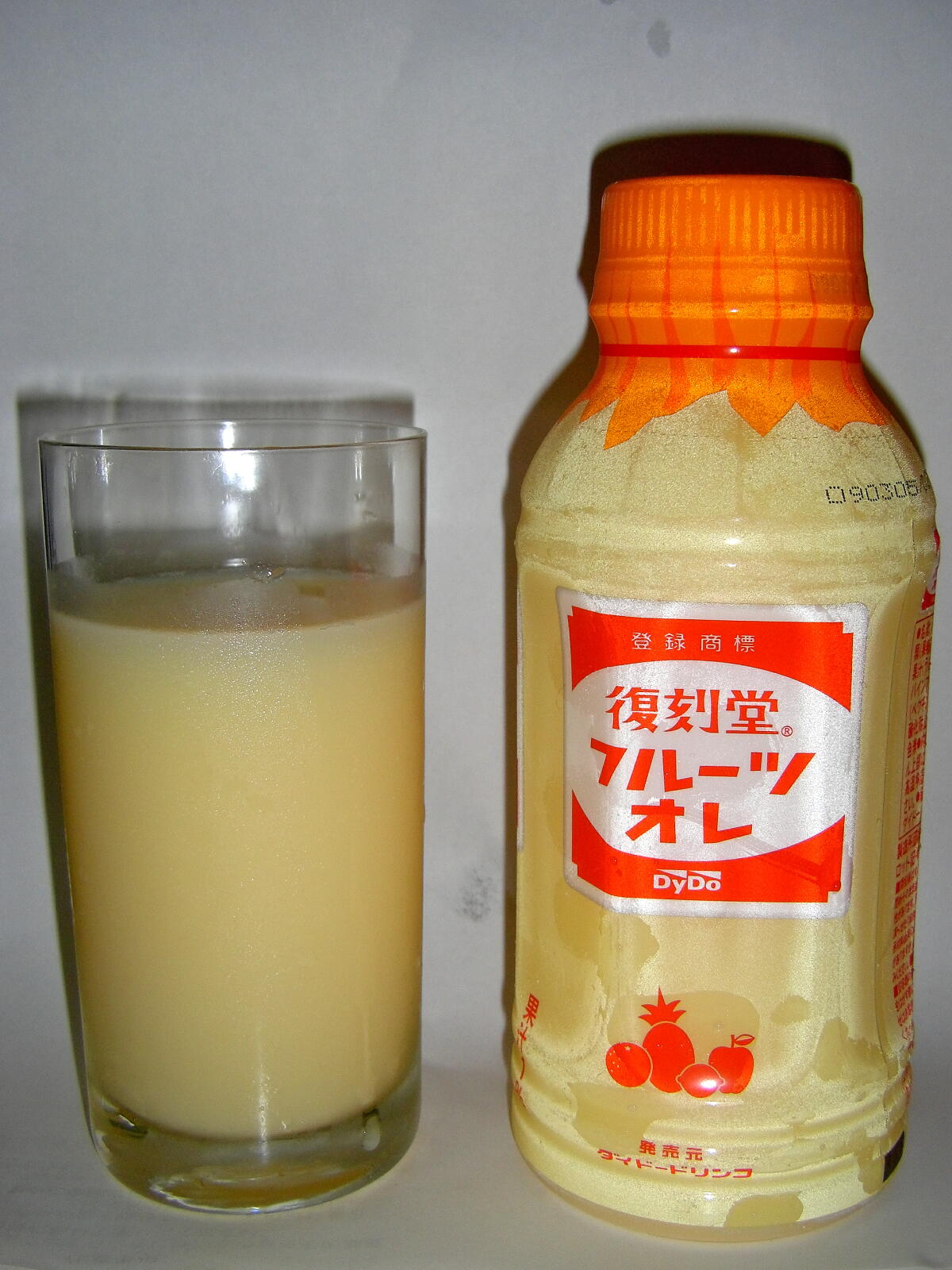
復刻堂フルーツオレ

- ダイドージャマイカンブレンドコーヒー - 1973年（昭和48年）発売、ダイドーブレンドコーヒーの前身[5]。
- かみかみオレンジ
- アンビーネ
- フィフィ
- シャンペ
- ハイクロンA
- ハイクロンCドリンク
- ハイクミンCドリンク（製造販売元：大同薬品工業）
- スポーツエネルギー
- スポエネ
- ジョニアンコーヒー
- プレステージD
- ダイドーブレンドコーヒー ルーキー【微糖】
- D-1 COFFEEシリーズ
- ダイドー・デミタスコーヒーシリーズ
  - デミタスコーヒー
  - プレミアム
  - グランブルー[微糖]
  - サファイアBLACK[無糖]
  - パール LATTE
  - ザ・クオリティ
- THE BLACK[無糖]
- ブラック[無糖]
- アイスコーヒー[微糖]
- カフェラテ[砂糖不使用]
- スマートショットブラック
- ミルクコーヒー
- 無糖珈琲 樽
- キリマンジャロブレンド樽
- やみつき ミルクコーヒー☆
- やみつき カフェオレ☆
- 聘珍茶寮シリーズ
  - ジャスミン茶
  - 温ジャスミン茶☆
  - 彩食プーアール茶+（プラス）☆
  - 黄山毛峰（コウザンモウホウ）<中国緑茶>☆
- 贅沢香茶シリーズ
  - アップル&ミントティー☆
  - HOTで香るジャスミンティー☆
  - 桂花茶（ケイカチャ）ブレンドティー☆
  - アプリコット&ジンジャーティー☆
  - ストロベリー&ローズティー☆
  - ライチ&ハイビスカスティー☆
  - ラ・フランス&ローズティー プレミアムな香り☆
  - ハニーレモン&ジンジャーティー☆
  - ピンクグレープフルーツ&カモミールティー☆
  - ジャスミンティー☆ - 2014年2月発売、2016年2月改良
  - ローズヒップティーwithピーチ - 2016年2月発売
  - ピーチティーwithジャスミン - 2017年2月発売
  - 贅沢ブレンド茶withジャスミン - 2017年3月発売
  - ヒーリングタイム フラワーティーwithマスカット - 2019年3月発売、JR東日本の駅構内の自動販売機限定
  - 本格派のフルーツティー
  - クラフトスタイル ミルクティー - 2020年4月発売
- Ti-Haシリーズ
  - 口どけミルクティー
  - 青森りんご紅茶
  - アセロラ紅茶
  - 爽やかミルクティー
  - あじわいミルクティー
- 日本の香り お茶
- 燕龍茶（ヤンロンチャ）レベルケア【特定保健用食品】☆
- ごろっと果実ヨーグルパイン
- SKY TIME ゆず（日本航空向け商品 主に機内サービスでの提供のほか自販機での販売も行われた）
- 復刻堂シリーズ
  - ドラゴンボール - ドラゴンボールとコラボレーションしたオレンジソーダ
  - 秘密炭酸ゴレンジャー - 秘密戦隊ゴレンジャーとコラボレーションしたレモンスカッシュ
  - 仮面サイダー - 仮面ライダーとコラボレーションしたサイダー
  - フルーツオレ
  - ウルトラエール エナジー炭酸☆ - ウルトラシリーズとコラボレーションした炭酸飲料、売上の一部は「ウルトラマン基金」へ充てられる
  - パインサイダー☆
  - メロンサイダー☆
  - メロンソーダ　- 2021年3月発売。合成着色料・保存料不使用。
  - ミルクセーキ
- エナジージムシリーズ
  - パワフルチャージ - 2020年3月発売。500mlペットボトル仕様
- MIU（ミウ）シリーズ
  - 海洋深層水の恵み MIU
  - MIU Sporto（ミウ スポルト）
  - 海洋深層水100%☆
  - クリアライチ☆
  - クリアピーチ☆
  - ピーチ&マスカット
- 柚子ごこちシリーズ - 2014年に「和果ごこち」へ移行。
  - ゆずれもん - 350ml/1.5Lは☆、280mlは自動販売機向け、500mlは全業態で発売
  - ゆずれもんホット☆
  - ゆずれもんサイダー☆
- 和果ごこちシリーズ
  - 梅あんず☆
  - 和梨りんご☆
  - ゆずれもんほっと - 「ゆずれもん」のホット仕様品
  - さくらんぼもも - 2014年3月発売。発売当初は500ml入りだったが、2016年3月のリニューアルで350mlに減容となり、自動販売機でも発売されるようになった。
  - 伊予柑れもん - 2017年2月発売。
  - ゆずれもんサイダー☆ - 2015年3月発売。発売当初は280mlボトル缶で自動販売機での発売だったが、2016年2月のリニューアルで500mlに増量してペットボトルとなり、店頭での発売となった。
  - 金柑りんごサイダー☆
  - ゆずれもんサイダー☆ - 2015年3月発売。発売当初は280mlボトル缶で自動販売機での発売だったが、2016年2月のリニューアルで500mlに増量してペットボトルとなり、店頭での発売となった。
  - 日向夏サイダー☆
- さわやかミックスネクター
- あったまレモン
- 五代庵 梅の恵み 純水仕立て☆
- 葡萄よろし
- 林檎よろし
- 檸檬よろし
- 柚子よろし これら4つ（葡萄、林檎、檸檬、柚子）は販売終了したが梅よろしのみ販売中 梅よろしについては 果実・野菜飲料ページを参照
- シャキッとすりりんご
- みかんジュレ☆
- スピードアスリート
- ViTAMiO（ビタミオ）
- 富士山天然水
- 2つの食感ソーダゼリー マンゴー
- ミスティオシリーズ
  - オレンジスパークリング
  - グレープフルーツスパークリング
  - まる搾り完熟りんごスパークリング
  - マスカットスパークリング - 2016年2月発売
  - ライチスパークリング - 2016年6月発売
- 五代庵 梅の恵み 微発泡
- ジンジャーエール COOL DRY
- ダイドーヒーローズ缶シリーズ
  - ドラゴンボールサイダー
  - ドラゴンボールコーラZERO
- 花畑牧場シリーズ
  - 生キャラメルミルクセーキ
  - ティーオレ
  - 白い桃<ヨーグルト風味>
- POCKET JUICER STAND ホワイトナタデココ
- ALOALOシリーズ
  - ピーチ&ローズヒップ（280mlは自動販売機向け、500mlは☆）
  - アセロラ&ハイビスカス☆
- やみつき フルーツオレ☆
- さらっとしぼったすりりんご - 2015年3月発売
- 2つの食感シリーズ
- 純水サイダー - 2016年2月発売
- カカオリッチな
  - アイスココア
  - 濃厚ココア
- 牛乳とたまごで作った濃厚ミルクセーキ
- コクグランタイムシリーズ
  - アイスココア - 2017年3月発売
  - くつろぎのミルクセーキ - 2017年9月発売
  - なごみの抹茶ラテ - 2017年9月発売
  - 至福のココア - 2017年9月発売、「濃厚リッチココア」へ継承
  - ふって飲む甘美なショートケーキ - 2017年11月発売。広口缶仕様。JR東日本ウォータービジネスが運営するエキナカ自動販売機「acure」限定発売。
  - やすらぎのアイスココア - 2018年3月発売
  - 濃厚リッチミルクセーキ - 2018年9月発売
  - 贅沢な飲む和栗モンブラン - 2018年9月発売
  - 贅沢な飲むフォンダンショコラ - 2018年9月発売。広口缶仕様。アキュアオリジナルブランド「acure made（アキュアメイド）」との共同開発製品となる。
  - 口どけリッチアイスバニラ - 2019年3月発売
  - 濃厚リッチメープルミルクセーキ - 2019年9月発売
  - バタースコッチミルク - 2021年9月発売
  - 濃厚リッチココア - 2018年9月に「至福のココア」からのリニューアルにより発売。当初は250g缶だったが、2020年9月に210gに減容してリニューアルした。
  - キャラメルミルク - 2020年9月発売
- つぶ完食コクとろコーンポタージュ
- 濃厚デリシリーズ
  - オニオングラタンスープ - 2018年9月発売
  - ビーフコンソメスープ - 2020年9月発売
- ダイトー×ヘルシア The BURNING（ザ バーニング）【機能性表示食品】 - 2021年9月発売。花王が飲料ブランド「ヘルシア」に使用されている茶カテキンを配合したエナジードリンク。
- アスパラドリンクX【医薬部外品】- 成分強化のうえアスパラドリンクDXに継承。（発売元:田辺三菱製薬、製造元:大同薬品工業）
- アリナミン7【指定医薬部外品】 - 発売当初は大同薬品工業が製造していた。店頭向けの販売はアリナミン製薬への社名変更後も継続している。（製造販売元:武田薬品工業）
- 地域限定商品
  - 東北紀行珈琲 - 東北地方限定☆
  - 大江戸珈琲 - 関東地方限定☆
  - うみゃあ珈琲 - 中京限定☆
  - 九州紀行カフェオレ - 九州地方限定
  - まいどコーヒー - 関西限定☆
  - 九州限定ミルク珈琲 - 九州地方限定
- 東京タワーズウォーター333 - 東京タワーとのコラボレーション商品。首都圏の自販機限定発売であった。
- DyDoきれいバランスシリーズ
  - コラーゲン10000 プラス フルーツプラセンタ - ドリンクタイプ
  - コラーゲン プラス フルーツプラセンタ - 粒タイプ
- DyDoヘルスケアシリーズ
  - 燕龍茶濃縮エキスつぶ
  - いきいきマカ
  - 活性型DHA イチョウ葉エキス配合
  - ほっこりしょうが日和
  - エナジーマカ 雪連花エキス配合
  - ペプチドパワーレベルケア【特定保健用食品】 - 2013年10月発売
  - 還元型コエンザイムQ10 - 2013年10月発売
  - マルチビタミン
  - ビタミンB群
  - ビタミンC
  - カルシウム&ビタミンD
  - ヘム鉄
  - 亜鉛
- DyDoきれいバランスシリーズ - 2012年12月より立ち上げた通信販売限定の美容食品ブランド
  - FINEAGE（ファインネージ） - 2014年8月発売

など。

## 本社所在地
大阪市北区中之島2丁目2-7
1983年（昭和58年）3月に奈良県御所から本社を移転する形で大阪に進出して以来、大阪市中央区西心斎橋1丁目2-4（旧住所表記：大阪市南区鰻谷西之町6番地）に本社を置いていたが、2005年（平成17年）9月に中之島2丁目に移転した。
本社（中之島セントラルタワー）には、マーケティング部・営業管理部・海外事業部・営業企画部・法人営業第二部・流通営業第二部・通販営業部・生産管理部・人事総務部・経営企画部・グループ事業戦略部・監査部・直轄営業部が置かれている。
なお主な製造委託先は高知県のダイドータケナカビバレッジ、群馬県・岐阜県の日本キャンパック、岐阜県の大東乳業工業、兵庫県のUCC等である。

## 提供番組
在京テレビ局のテレビ番組に提供されることが多々ある。

### 現在
- ダイドードリンコスペシャル 日本の祭り→ダイドーグループ 日本の祭り（その地域で行われる場所のみ提供、一社提供）
- サンテレビボックス席（サンテレビ）
- 山口放送SPORTS SPECIAL 防府読売マラソン（筆頭スポンサー）
- Chicken Garlic steak アカペラジオ（東海ラジオ、一社提供）

2009年頃を境にスポットCMが中心である。2012年10月頃からレギュラーでの提供ではないものの、不定期枠及び週替わりで中心に再びネットセールス枠の提供を再開している。現在はダイドードリンコと提供クレジットされているが、過去にはダイドーコーヒーかダイドー、DyDoとクレジットされていた。

### 過去
日本テレビ系列
- NNNきょうの出来事
- NNN昼のニュース（1970年代後半、日曜）
- びっくり日本新記録（読売テレビ制作）
- ベルサイユのばら
- ダーティペア
- 燃える!お兄さん
- 世界まる見え!テレビ特捜部
- とんねるずの生でダラダラいかせて!! - 初期は、サントリーが提供。
- NEWS ZERO

TBS系列
- JNNニュース（昼の隔日、1980年代前半頃）
- 夏・体験物語
- 水曜ロードショー
- 地球へ…（毎日放送制作）
- セガサミーカップ ゴルフトーナメント2012

フジテレビ系列
- Dr.スランプ アラレちゃん
- オレたちひょうきん族
- 金曜おもしろバラエティ
- 森田一義アワー 笑っていいとも!
- 花嫁衣裳は誰が着る
- めぞん一刻
- F -エフ-
- フジテレビ木曜8時枠の連続ドラマ
- めざましテレビ
- 半熟卵
- すぽると!
- 検定ジャポン
- 出雲駅伝
- かちかちワイド（サガテレビ制作）

テレビ朝日系列
- 鳥人戦隊ジェットマン
- サンデープロジェクト（テレビ朝日・朝日放送共同制作）

テレビ東京系列
- 土曜スペシャル
- ワールドビジネスサテライト
- 地球街道
- 九州けいざいNOW（TVQ九州放送制作） など。

ラジオ番組
- Chicken Garlic Steakのアカペラモーニング♪（ラジオ大阪、一社提供）
  - 8:30 - 10:00は『DyDo Station Chicken Garlic Steakのアカペラモーニング♪』として放送されていた。
- 藤井フミヤのFMスナイパー（TOKYO FM、一社提供）

## CM・販促

### CMに起用された有名人
- 高見山大五郎（1970年代）（ハイクロンA他）
- 草刈正雄（1970年代）
- 大場久美子（1980年代）
- 山下真司（1980年代）
- 相本久美子（1980年代）
- 水谷豊（1980年代）ブレンドコーヒー
- 松田優作（1980年代）
- 中村雅俊（1980年代）
- 三田村邦彦（1980年代）
- 杉山清貴（1980年代）（ジョニアンコーヒー・スポエネ）
- スウィング・アウト・シスター（1980年代）（PHI PHI）
- 菊池桃子（1988年）
- 小椋たけし
- 安田成美（1989年）（Mコーヒー）
- 安室奈美恵（1996年 - 1997年）（ミスティオ）
- MAX（1998年）（ミスティオ）
- 福山雅治（1994年）（ダイドーブレンドコーヒー）
- 池脇千鶴（1999年）（ミスティオ）
- 片瀬那奈（2000年代前半）（MIU）（葉の茶）
- 黒木瞳・忌野清志郎（2000年代前半）（DEMITASEE COFFEE）
- シャンプーハット（2001年）（ヤンロン茶）
- 竹野内豊（1997年 - 2001年）（ダイドーブレンドコーヒー）
- 持田香織（Every Little Thing）（1999年 - 2000年）（Ti-Ha）
- 市原悦子・吹石一恵（1998年 - 2000年）（ヤンロン茶）
- 山口智子（2000年）（MIU）
- ジョン・レノン （2000年の一時期のみ、過去の映像から出演）（ダイドーブレンドコーヒー）
- 石原裕次郎（2002年 - 2004年、過去の映像並びに写真から出演）（ダイドーブレンドコーヒー）
- 釈由美子・坂田利夫（2002年）（MIU）
- 常盤貴子（2003年 - 2007年）（DEMITASEE COFFEE）
- 北野武（2004年）（MIU）
- 山口智充（DonDokoDon）（2005年〜2007年）（ダイドーブレンドコーヒー）
- 新庄剛志（2006年 - 2007年）（D-1 COFFEE）
- 丸山茂樹（2006年 - 2007年）（ダイドーブレンドコーヒー）
- 香椎由宇（2007年）（MIU）
- 岡西里奈（2007年）（D-1 COFFEE）
- ダルビッシュ有（2008年）（D-1 COFFEE）
- 野村萬斎（2008年）（ダイドーブレンドコーヒー）
- 伊東美咲（2008年）（DEMITASEE COFFEE）
- 田嶋鉄兵（2009年）（ダイドーブレンドコーヒー）
- 國重友美（2009年）（DEMITASEE COFFEE）
- 伊藤英明（2010年）（ダイドーブレンドコーヒー）
- 篠原涼子（2011年）（DEMITASEE COFFEE）
- 本田翼（2011年 - 2012年）（ダイドーブレンドコーヒー）
- 役所広司（2012年 - ）（ダイドーブレンドコーヒー）
- 小芝風花（2014年）（miu）
- 増田英彦（ますだおかだ）（2014年）（自動販売機）
- はな（2014年）（自動販売機）
- 松山ケンイチ（2014年）（DEMITASEE COFFEE）
- 松島花（2014年）（贅沢香茶）
- 水野麗奈（2015年）（和果ごこち ゆずれもん）
- 松井愛莉（2016年）（miu）
- 遠藤憲一（2017年）（ダイドーブレンドコーヒー）
- 松田龍平（2017年）（ダイドーブレンドコーヒー）
- 竹達彩奈（2017年）（ダイドーブレンドコーヒー）
- 内田真礼（2018年）（ダイドーブレンドコーヒー）
- 後藤淳平（ジャルジャル）（2018年）（ダイドーブレンドコーヒー）
- 安田顕（2018年）（ダイドーブレンドコーヒー）
- ANZEN漫才（2018年）（ぷるっシュ!! ゼリー×スパークリング）

### オリジナルキャラクター
- はのちゃん（葉の茶） - CMソングは矢野顕子が歌っていた。

### その他販促
- 一部の商品のパッケージやノベルティグッズに、ミッフィーが用いられる。

## テレビ番組
- 日経スペシャル カンブリア宮殿 コンビニ・スーパーに頼らない 自販機に賭けるダイドードリンコ（2022年5月5日、テレビ東京）[9]

## 自販機における機能・サービス
ポイントカードサービス（カードとしてはサービス終了）
1998年（平成10年）冬からポイントカード自販機の設置開始。
一部の自動販売機ではCLUBDyDo（クラブダイドー）というポイントカードがあり、1個購入につき1ポイントが加算される。商品購入後、30秒以内に自販機にあるカード発行ボタンを押すことでポイントカードが入手できる。50ポイント以上貯めたカードをCLUBDyDo事務局に郵送すると、ポイントに応じた希望の景品をもらうことができる。ポイントカードは1枚あたり100ポイント満点で、満点貯まったカードの上部には穴が開けられるので、物理的に見分けがつき、自販機でも確認可能。
景品は、毎年4月1日〜翌年3月31日までを一区切りにして更新される。ポイントカードのデザインは、数年ごとに見直されている。かつてはポイントカードに有効期限は無く、デザイン変更前のカードでも使用することができたが、後に有効期限が設定された。
カードの有効期限は以下のようになっている。
- カード自体に有効期限が記載されていないもの - ポイント加算：2011年（平成23年）3月31日まで、応募受付（当日消印有効）：2011年6月30日まで
- 2008年（平成20年）10月から発行していた、有効期限の記載がある白色のカード - ポイント加算：2012年（平成24年）3月31日まで
- 2009年（平成21年）8月から順次発行されている、有効期限の記載がある水色のカード - ポイント加算：2013年（平成25年）3月31日まで
- 有効期限の記載があるピンクのカード - ポイント加算：2014年（平成26年）3月31日まで
- 順次発行している有効期限がある3色のカード - ポイント加算：2015年3月31日まで
- 2018年頃までに順次ポイント加算を停止し、順次スマートフォンアプリへの移行が行われている。CLUBDyDoが2019年3月31日をもって終了することが2017年2月1日付で発表されたが、ポイントカードの公式サイトを通じての送付申込みの受付が2019年3月15日をもって終了した。2019年4月1日からは、後述するスマートフォンアプリを通じて提供しているポイントサービス（Smile STAND）に完全移行した。

Smile STAND
2016年から開始した、無料の専用スマートフォンアプリと連動したサービス。商品購入後30秒以内に専用アプリを開いた状態で対応する自動販売機に端末をかざすと接続され、購入金額1円当たり1ポイントが貯まる。なお自販機との接続には端末のBluetooth機能やGPSを設定する必要がある。
貯まったポイントは、PayPayポイントなどの各種ポイントに交換できる。また、同時にアプリ内でスタンプが1個貯まり、5個貯まるとスクラッチにチャレンジしてポイントを貯めることができる。また1週間の目標歩数を設定し、達成した場合はウォーキングボーナスを獲得できるSmile Walkというサービスもある。ウォーキングボーナスは、翌月にSmile STAND対応自販機で1本購入すると、ポイントとして受け取れる。
2025年3月27日に、同年10月20日をもってサービスを終了（ポイント交換終了）することが発表された。発表によると、Smile Walk歩数提携終了が2025年5月26日、Smile Walkウォーキングボーナス受け取り期間終了が同年6月29日、自販機でのポイント付与終了が同年6月30日、お客様対応事務局、アプリ内「お問い合わせフォーム」を含む全ての機能終了が同年11月20日の予定である。　
IH自販機
新たな自販機として地域限定でIHによる高速加温システム掲載の省エネ自販機の導入を進めている。これは商品を常温で保管し、販売時にのみ加温することで、消費電力削減を実現している。これにより、乳分が多く長時間加温状態では品質維持が難しい商品の販売も可能になった。また、商品の温度のむらを無くすために、缶を回転させながら温める方法を採用し、あたたかさも「あたたかい」「ぬるめ」の二段階に設定してある。さらに、おでんやカレーうどんなどのほか、オリジナル商品「ほっとスタンド」も販売している（ミルクコーヒー、ミルク紅茶、おでん、イチゴミルクなど）。
当たり付き自販機
1970年代後半に導入開始。当初はルーレット機能のみを自販機に後から付けたタイプで、1979年に一体型が登場した。抽選部分は絵柄となっているものや、所定の場所に止まると当たりとなる方式のものも、過去には存在した。
当たり付きの自販機には、抽選用スロットマシンが付いている。商品を購入すると、投入口すぐ脇の電子ドラム が回り始める。0000〜9999が揃ったら（7777のみの自販機もある）30秒以内に商品ボタンを押すと、120円までの商品をもう1本、無料でもらえる。
1リットルのペットボトル販売
近年、業界としては珍しく、葉の茶を主に1リットルのペットボトルが一部の自販機で販売されている。値段は200円。関東都心周辺では、2つの自販機を連結し、取り扱い商品数を増やしている自販機が見られる。
過去には1.5リットルサイズのペットボトルや、容量0.5〜1リットル程度のガラス瓶容器でも販売されていた。
しゃべる自動販売機
商品を購入してから取り出すまでの間、おしゃべりする機能が付いている。種類は男性と女性で、声は声優や俳優、アナウンサーなどが担当している（担当声優についてはこちらを参照）。しゃべる内容は「いらっしゃいませ」「ありがとうございました」「お釣りをお忘れなく」などのほか、「温かい/冷たいお飲み物を〜」など季節や「メリー・クリスマス」など記念日に合わせたものもある。ポイントカード利用による購入時には、1日に2回以上の購入で「よくお会いしますね」、購入間隔が空くと「次は早く来てね」、購入後は「カードをお忘れなく」としゃべることがある。
最初にしゃべる機能が搭載されたのは1980年代前半であるが、当時は機械がしゃべることに馴染みが無く、抵抗感を示す人が多くて受け入れられなかったため、次第に姿を消した。1990年代後半になると郵便局・銀行のATMや駅の券売機などのしゃべる機能が広く普及し、違和感がなくなったと判断されたことで、2000年（平成12年）に再度「おしゃべり自販機」が登場した。
当初のおしゃべり機能は標準語だけに対応していたが、2003年から関西弁（大阪弁）も導入された。2005年からは外国人観光客などの多い地域で英語・ポルトガル語・中国語が導入されるようになり、2006年からは津軽弁や名古屋弁など全国各地の方言に対応した地域限定自動販売機も導入され、話題を集めている（方言・外国語バージョンの音声は こちら で公開されている）。これ以外に鳥や猛獣の鳴き声もある。
発声機能が（騒音の原因となるため）止められているものもあり、その場合には値段表示が顔文字に変わり「ありがとうございました」とウインクや笑顔で反応する。
キャッシュレス自販機
2023年頃から複数の電子マネーやQRコード決済・タッチ決済に対応した自販機のサービスが提供されている。

## 訴訟
- 同社子会社のダイドービバレッジサービスの日本全国の管理職社員97人が、同社が導入した固定残業代制度について、導入の際に労使の同意が無かった上、残業代が支払われていないとして、総額約4億円の支払いを求めて2019年3月に全国一斉に訴訟を起こし係争中である[18]。

## その他
- 2002年（平成14年）から地域活性化などを目的として、日本各地に伝承されている祭りを支援する企画「日本の祭り」をスタートさせ、それぞれの祭りを紹介する番組を「ダイドードリンコスペシャル 日本の祭り」→「ダイドーグループ 日本の祭り」として全国各地の放送局及びBS12トゥエルビにて放送している（吉村作治が企画などを担当）[19]。
- かつては「ミウレーシングチーム」というレーシングチームを所有していた[20]。
- 2011年3月11日、東日本大震災発生により被災地では津波や地震により多くの自販機が破壊された。